# Węglewo (powiat poznański)
Węglewo – wieś w Polsce, położona w województwie wielkopolskim, w powiecie poznańskim, w gminie Pobiedziska.

## Charakterystyka
| SIMC    | Nazwa | Rodzaj    |
| ------- | ----- | --------- |
| 0593402 | Huby  | część wsi |

W latach 1975–1998 miejscowość należała administracyjnie do województwa poznańskiego.
We wsi znajduje się drewniany kościół pw. św. Katarzyny Aleksandryjskiej z XVII wieku (sanktuarium maryjne). W ołtarzu głównym znajduje się barokowy obraz pięknej Madonny z Dzieciątkiem, który jest kopią znacznie starszego obrazu z kręgu kultury bizantyjskiej, prawdopodobnie z kaplicy książęcej na Ostrowie Lednickim. Kościół znajduje się na Szlaku kościołów drewnianych wokół Puszczy Zielonka.
Wieś królewska należąca do starostwa pobiedziskiego, pod koniec XVI wieku leżała w powiecie gnieźnieńskim województwa kaliskiego.
Tutaj urodził się Józef Kostrzewski, polski archeolog, odkrywca Biskupina.
Na miejscowym cmentarzu jest pochowany rzeźbiarz Julian Boss-Gosławski.